# Crotchet-Nunatakker
Die Crochet-Nunatakker sind eine Gruppe von vier Nunatakkern im südlichen Teil der westantarktischen Alexander-I.-Insel. Sie ragen mit Höhen von bis zu 750 m an der Nordostseite der Staccato Peaks auf.
Luftaufnahmen entstanden im Dezember 1947 bei der US-amerikanischen Ronne Antarctic Research Expedition (1947–1948). Diese dienten dem britischen Geographen Derek Searle vom Falkland Islands Dependencies Survey von 1959 bis 1960 der Kartierung. Das UK Antarctic Place-Names Committee benannte sie 1980 nach der englischen Bezeichnung für eine Viertelnote in Anlehnung an die Benennung weiterer Objekte in diesem Gebiet nach Begriffen und Personen aus dem Musikbereich.